# Lars Liebst
Lars Liebst Poulsen (født 23. november 1956 i Odense) var administrerende direktør for Tivoli og bestyrelsesformand i TV 2 Danmark.

## Biografi
Lars Liebst blev født i Odense i 1956 og voksede op i Svendborg. Inden han var fyldt 18 år, stiftede han musikforeningen "Kulsækken", og var med til at arrangere koncerter med blandt andre Gasolin, Alrune Rod, Midnight Sun, Secret Oyster, Gnags og Sebastian. Efter sin studentereksamen fra Svendborg Statsgymnasium i 1976 drog han til USA med bandet Doctor Hook, og tog siden en uddannelse som lysdesigner og stagemanager ved Studio and Forum of Stage Design. Senere blev han først afdelingsleder ved Statens Teaterskole og siden konstitueret rektor. Han var i 1982 med til at stifte Grønnegårds Teatret.
I 1996 blev Lars Liebst administrerende direktør for Tivoli. Tivoli havde på det tidspunkt underskud på driften, og var udsat for massiv kritik i offentligheden. Kritikken gik på, at Tivoli var gammeldags, nedslidt og hensygnende, helt uden relevans for moderne mennesker. Liebst blev ansat til at få Tivoli på fode igen, hvilket ikke skete uden modstand. Med Fredagsrock, nye forlystelser og spisesteder lykkedes det at vinde det unge og yngre segment tilbage og tillige vende økonomien. Nye aktiviteter som Halloween i Tivoli, Hotel Nimb og Tivoli Hjørnet vækker bekymringer hos en mindre gruppe københavnere, der gerne ser en mere bevarende linje i Tivoli. Flertallet tager dog godt i mod udviklingen, hvilket såvel besøgstal som tilfredshedsmålinger vidner om. I slutningen af 2019 meldte Tivoli ud, at Liebst stopper efter 24 år som administerende direktør og på nuværende tid ved at finde en ny direktør. Liebst forsætter frem til en afløser er fundet.
Siden 2007 har Liebst været formand for TV 2 Danmarks bestyrelse. Desuden er han formand for bestyrelsen i Industriens Almene Arbejdsgiverforening, medlem af DIs hovedbestyrelse og medlem af bestyrelsen i Schackenborg Fonden. Fra 2003 - 2007 var han formand for Kunstrådet.
Lars Liebst er gift med koreografen og danseren Anette Abildgaard. Han fik i 2015 kommandørkorset af Dannebrogordenen og i 2020 Ingenio et Arti medaljen.
I 2022 blev han udnævnt til formand for bestyrelsen for Maison du Danemark i Paris, et selskab beliggende på Champs-Élysées, som har til opgave at fremme dansk kultur, industri og livsstil i Frankrig.